# Tempelanlage von Herwen-Hemeling
Die Tempelanlage von Herwen-Hemeling ist ein antiker römischer Kultbezirk, der Ende 2021 beim niederländischen Ort Herwen, Gemeinde Zevenaar in der Provinz Gelderland nahe der Grenze zur deutschen Gemeinde Emmerich am Rhein gefunden wurde. Die Besonderheit zu anderen Fundorten von Tempelanlagen aus der Römerzeit in den Niederlanden ist der sehr gute Erhaltungszustand mit gallo-römischen Umgangstempeln, zahlreichen Inschriften tragenden Altären, Dutzenden von Weihesteinen, Skulpturen und Opferresten, die in die Zeit vom 1. bis zum 4. Jahrhundert n. Chr. datiert werden und ein komplettes Ensemble bilden.
Die Anlage wurde auf einer weiter aufgeschütteten Erhebung in unmittelbarer Nähe des niedergermanischen Limes zwischen den Kastellen von Duiven-Loowaard und Carvium in mehreren Bauphasen errichtet. Carvium lag dabei früher an der Gabelung von Waal und Rhein. Die Tempelanlage befand sich dabei im ersten Viertel der Strecke des Limes von Carvium nach Loowaard. Es ist der erste römische Tempelbezirk in den Niederlanden der direkt am Limes gefunden wurde.
Insbesondere wurde die Anlage durch legionsangehörige Soldaten und Offiziere genutzt, die dort die Gottheiten, wie Hercules Magusanus, Jupiter-Serapis und Mercurius verehrten und diesen Votivsteine setzten. Dies wird auch durch eine große Menge an Dachziegeln und deren Stempel erklärt, die sich zuordnen lassen. Daneben fanden sich militärisches Zubehör wie Reste von Pferdegeschirr, Helme sowie Speer- und Lanzenspitzen, aber auch Geldmünzen.
Wichtige Fundstücke der Ausgrabung wurden im September 2022 in einer Sonderausstellung im Valkhof Museum gezeigt.